# روزرا
روزرا (به انگلیسی: Rosera) یک منطقهٔ مسکونی در هند است که در بخش ساماسیپور واقع شده‌است.